# Sokołów Podlaski
Sokołów Podlaski – miasto we wschodniej Polsce, w województwie mazowieckim, siedziba powiatu sokołowskiego i siedziba władz gminy wiejskiej Sokołów Podlaski. Leży nad rzeką Cetynią.
Według danych GUS z 1 stycznia 2024 r. miasto liczyło 18 361 mieszkańców, będąc 28. najludniejszym miastem w województwie.

## Położenie
Położone jest we wschodniej części województwa mazowieckiego, na Południowym Podlasiu, w północno-zachodniej części Wysoczyzny Siedleckiej.
Miasto położone jest w odległości:
- 99 km od Warszawy (kierunek zachodni).
- 62 km od Mińska Mazowieckiego (kierunek południowo-zachodni).
- 17 km od Węgrowa (kierunek zachodni).
- 28 km od Siedlec (kierunek południowy).
- 157 km od Lublina (kierunek południowy).
- 48 km od Siemiatycz (kierunek wschodni)
- 30 km od Drohiczyna (kierunek wschodni).
- 160 km od Białegostoku (kierunek północno-wschodni).
- 98 km od Łomży (kierunek północny).

Według danych z roku 2002 Sokołów Podlaski ma obszar 17,5 km², w tym:
- użytki rolne: 66%
- użytki leśne: 0%

Według danych z 1 stycznia 2011 r. powierzchnia miasta wynosiła 17,51 km². Miasto stanowi 1,55% powierzchni powiatu.
Było to miasto prywatne położone w ziemi drohickiej województwa podlaskiego. W latach 1975–1998 miasto administracyjnie należało do województwa siedleckiego.

## Sąsiednie gminy
Sokołów Podlaski (gmina wiejska)

## Demografia
Dane z 13 listopada 2005:
| Opis                              | Ogółem | Ogółem | Kobiety | Kobiety | Mężczyźni | Mężczyźni |
| --------------------------------- | ------ | ------ | ------- | ------- | --------- | --------- |
| Jednostka                         | osób   | %      | osób    | %       | osób      | %         |
| Populacja                         | 19 338 | 100    | 10089   | 52,3    | 9249      | 47,7      |
| Gęstość zaludnienia [mieszk./km²] | 1105   | 1105   | 576,5   | 576,5   | 528,5     | 528,5     |

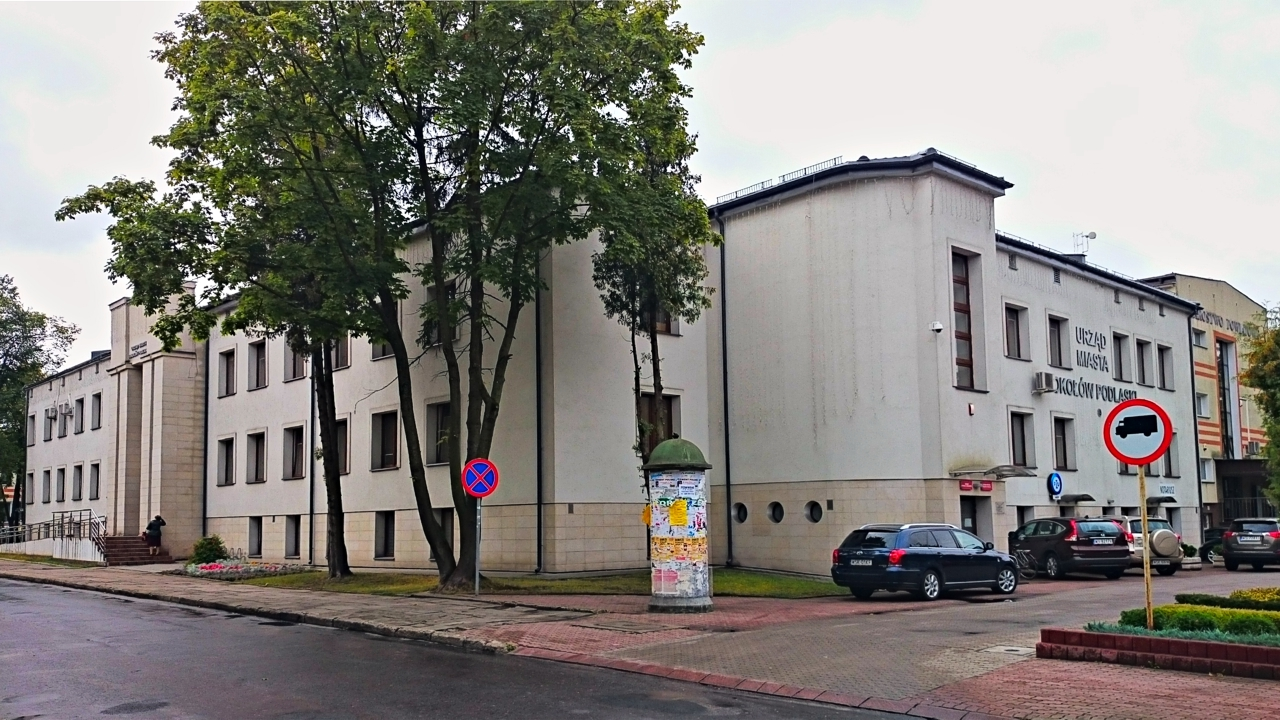
Budynek Urzędu Miasta w Sokołowie Podlaskim

- Piramida wieku mieszkańców Sokołowa Podlaskiego w 2017 roku[6].

## Historia

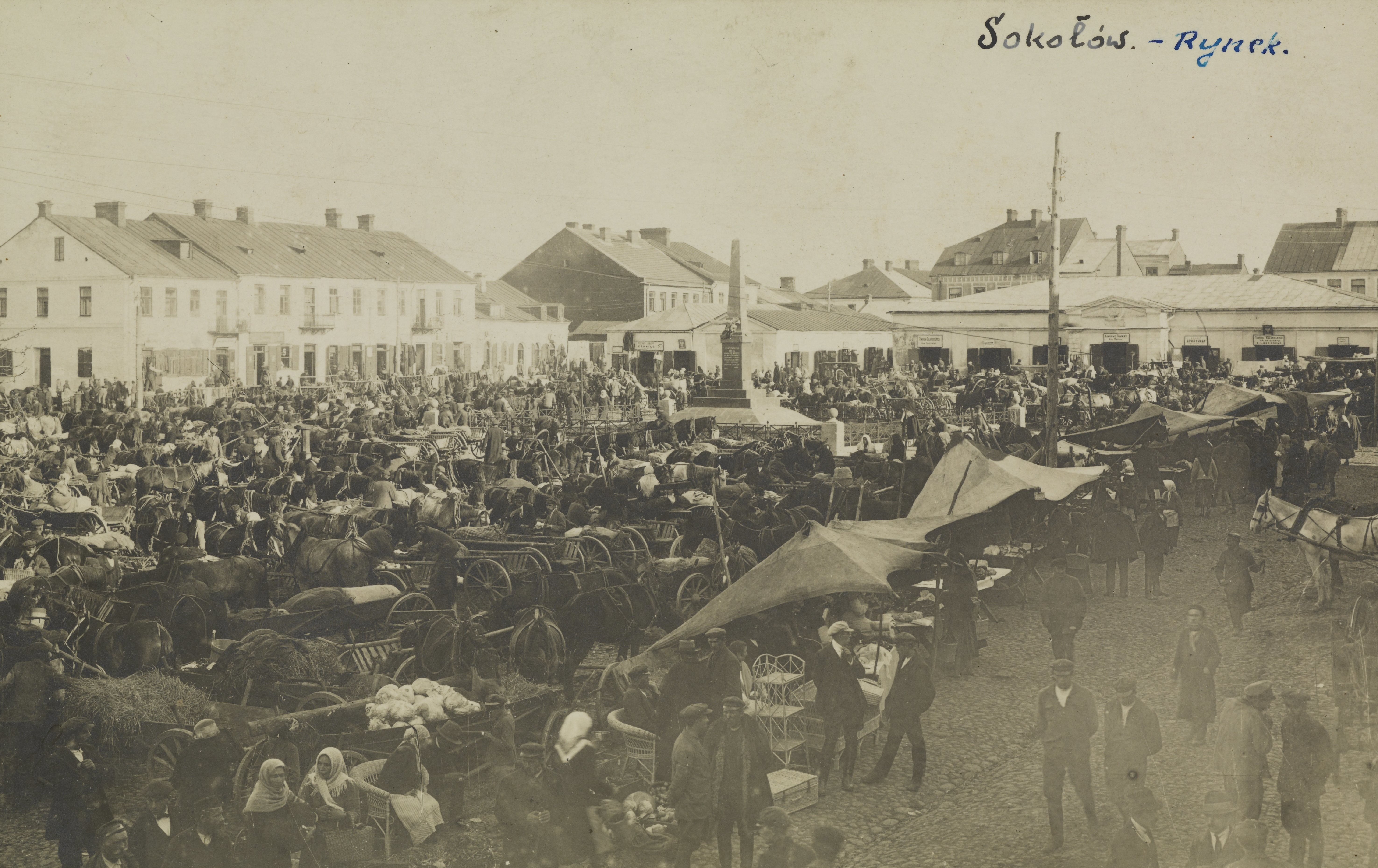
Rynek w początkach XX w.

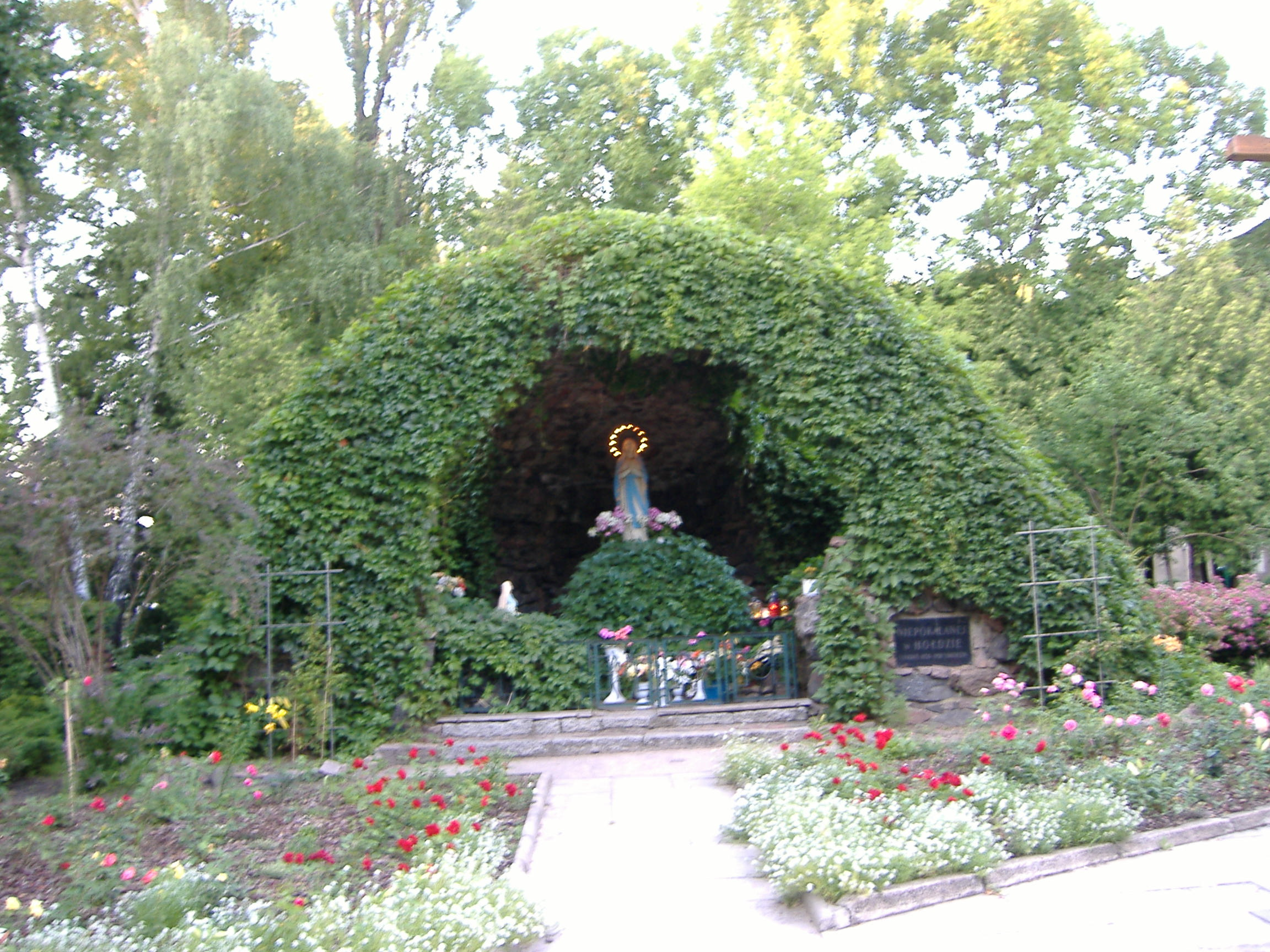
Grota Matki Bożej w Sokołowie Podlaskim

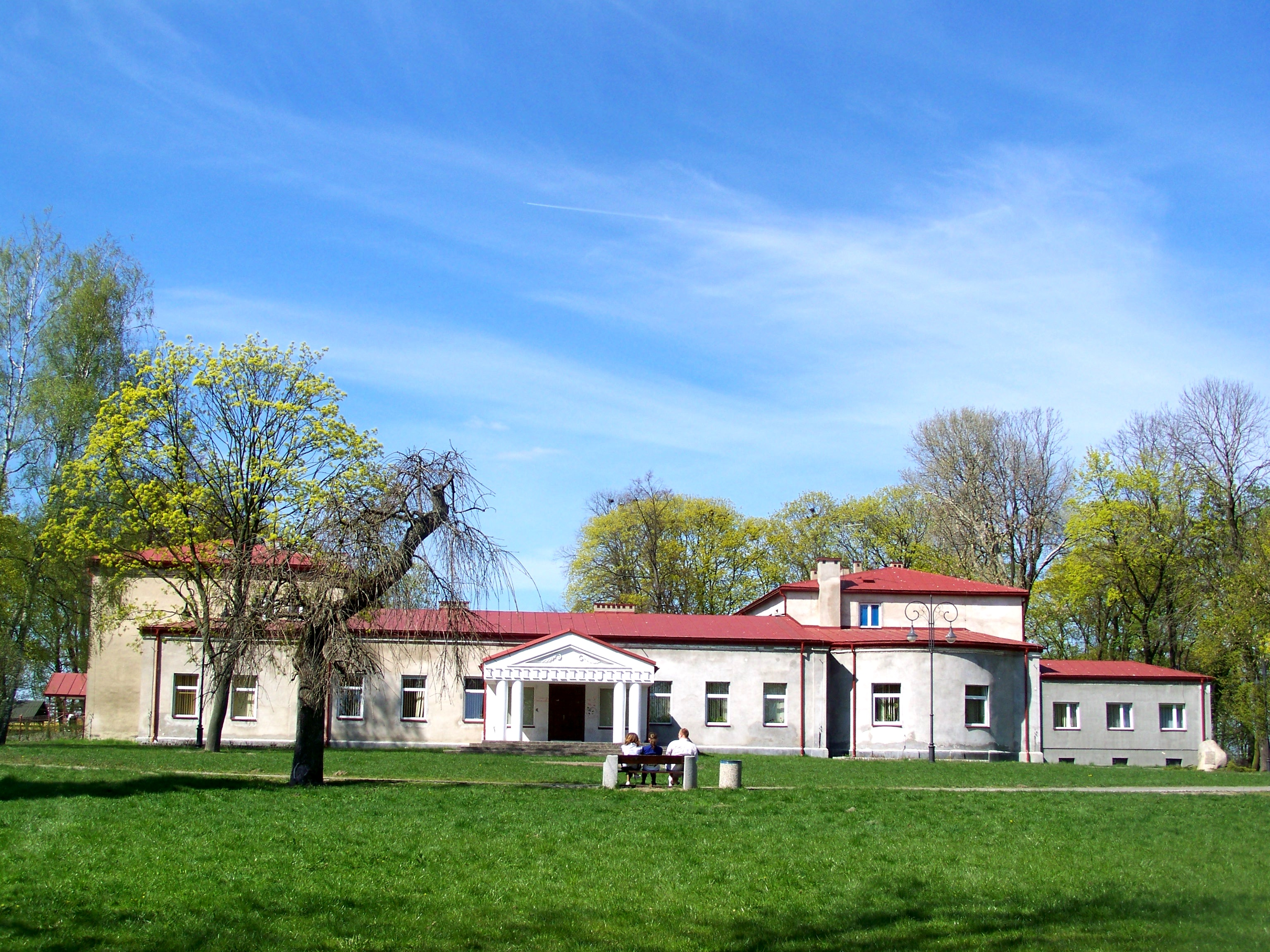
Pałac murowany z 1857 roku, następnie szpital, obecnie Dom Miłosierdzia im. Jana Pawła II

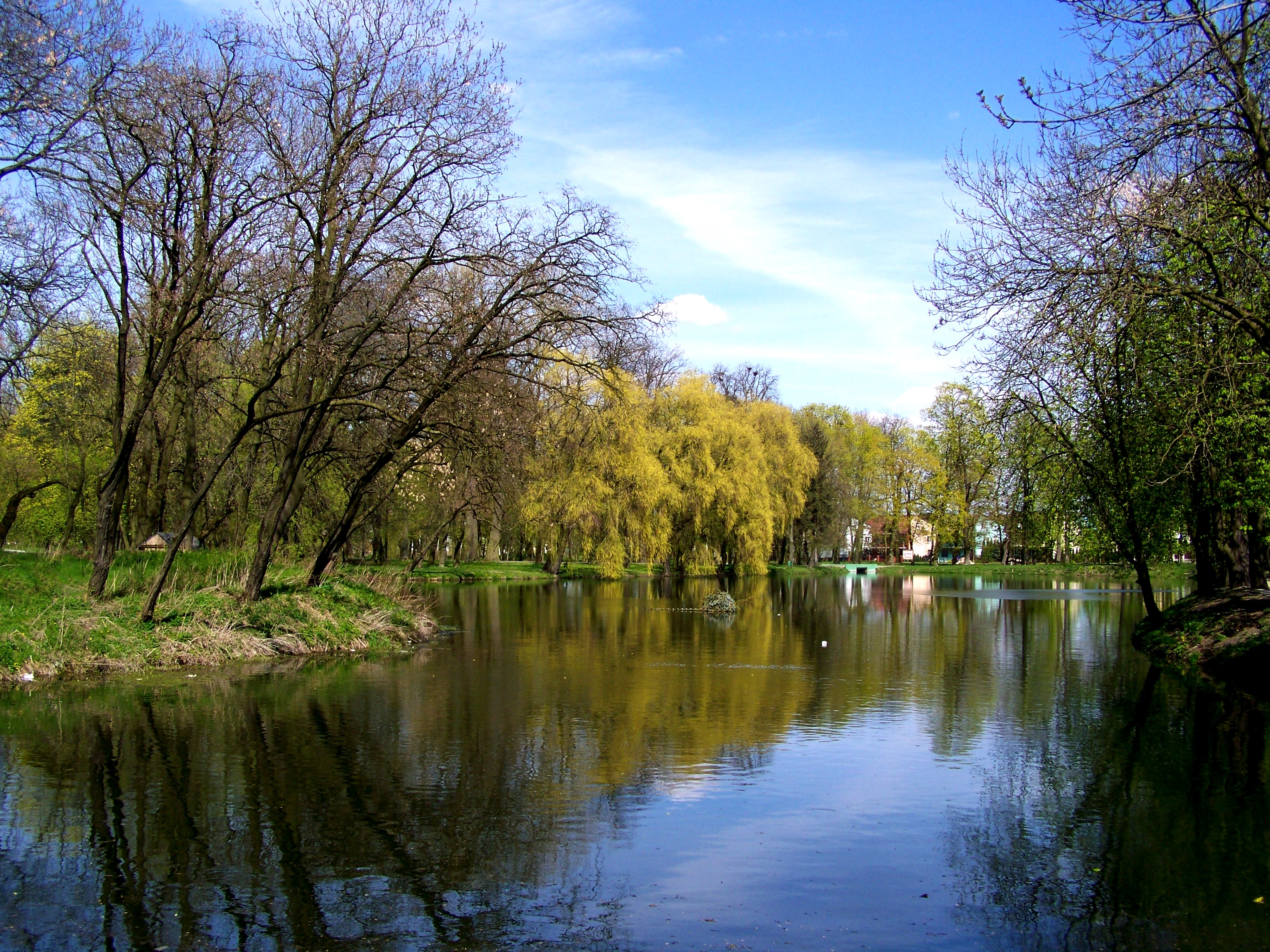
Staw znajdujący się przy pałacu

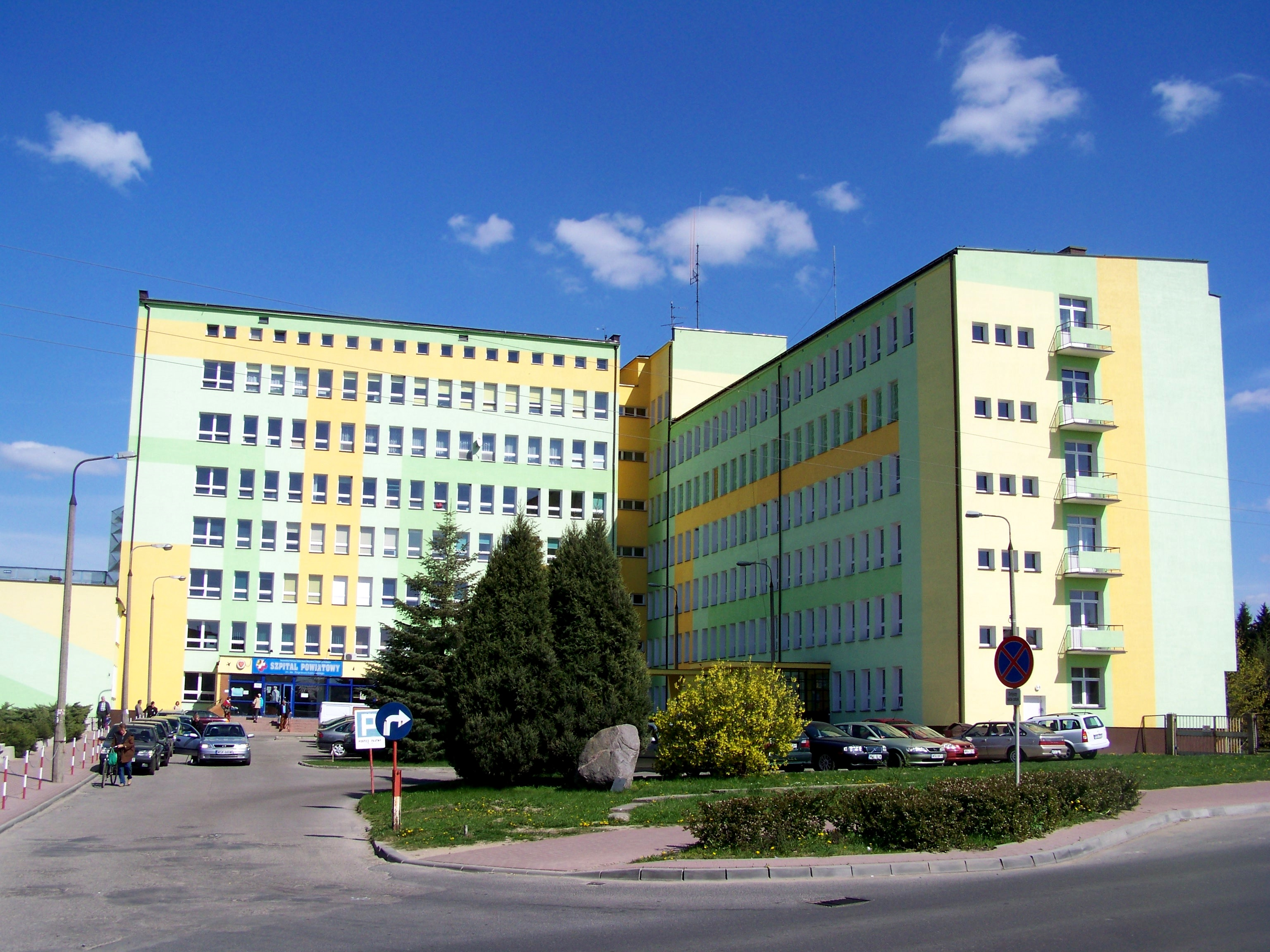
Szpital Powiatowy w Sokołowie Podlaskim

Początki osadnictwa na tych terenach sięgają VI w. n.e. Sokołów należy do tej części Podlasia, która ze względu na swe położenie była typową rubieżą osadniczo – kulturową, choć po panowanie nad środkowym Bugiem w X wieku sięgnęło Mazowsze i z Mazowszanami wiązać trzeba początki leżącego dalej na wschód od Sokołowa Brześcia nad Bugiem. Po osłabieniu wpływów lechickich, a szczególnie w epoce pełnego średniowiecza o tereny położone pomiędzy księstwami polskimi a ruskimi trwały zmagania. Polacy, Krzyżacy, Jaćwingowie, Rusini i Litwini wszyscy wymienieni chcieli objąć region.
Dzieje polityczne tych ziem miały więc wpływ na ich rozwój kulturowy i osadniczy. Dla określenia wpływów kulturowych i etnicznych oraz struktury osadnictwa prowadzono badania archeologiczne. Okres wczesnego średniowiecza na tym terenie reprezentują dość liczne stanowiska archeologiczne. Dokładnie odtworzono zarówno fazy zasiedlania, jak i konstrukcje obronne i mieszkalne powstających osad. Znaleziono dowody na istnienie na tym terenie osady w VI i VII w. n.e. Ceramika, żelazne okucia, klamry, paciorki, skoble oraz liczne przedmioty z wyposażenia pochówków świadczą o kulturze, obyczajach i obrzędach odprawianych ku czci zmarłych. Przedstawiciele Muzeum Archeologicznego w Warszawie prowadzili badania na terenie Sokołowa (Przeździatka), na dużym cmentarzysku z grobami podkloszowymi. W Muzeum Archeologicznym znajduje się ładny okaz dwuściennej siekiery krzemiennej kultury ceramiki sznurowej. Wyniki badań potwierdzają, że w miejscu dawnego gródka, początkowo ruskiego, później polskiego w dolinie rzeki Cetynii poprzez stopniowe zasiedlanie powstała osada – Sokołów.
Położony na szlaku wielkim litewskim gródek otrzymał prawa miejskie w 1424 roku, z rąk Wielkiego Księcia Litewskiego Witolda. Sokołów, wraz z wsiami Kupientyn i Rogów, został własnością Mikołaja Sepieńskiego z Sepna – sekretarza i dworzanina księcia.
W roku 1508 nowym właścicielem miasta został Stanisław Kiszka. Anna Radziwiłłówna Kiszczyna założyłą tu zbór kalwiński po 1563 roku, zlikwidowany w 1590 roku. W rękach rodziny Kiszków Sokołów pozostawał do 1592 roku, kiedy to przeszedł w ręce Radziwiłłów. Czas, kiedy właścicielami miasta byli Kiszkowie i Radziwiłłowie, to okres świetności w dziejach miasta, przerwany przez najazd szwedzki. Podczas „potopu” miasto zostało znacznie zniszczone.
Ostatnim właścicielem Sokołowa z rodu Radziwiłłów był książę Bogusław Radziwiłł. W 1668 roku właścicielem miasta został Jan Krasiński, a w 2. poł. XVIII wieku – Ignacy Ogiński, marszałek Wielkiego Księstwa Litewskiego. Pod panowaniem rodu Ogińskich w Sokołowie rozwijało się rzemiosło. Michał Kleofas Ogiński sprowadził rzemieślników francuskich, którzy rozpoczęli produkcję chustek jedwabnych, kapeluszy, kobierców, płótna i pasów słuckich.
Po trzecim rozbiorze Polski miasto znalazło się w zaborze austriackim, a po wojnie polsko-austriackiej, w 1809, wróciło do Księstwa Warszawskiego. W roku 1833 dobra sokołowskie, wraz z miastem, nabył od Michała Kleofasa Ogińskiego dziedzic okolicznych wsi, Karol Kobyliński, który 10 lat później sprzedał je Elżbiecie z Lorentzów Hirschman. Właścicielka, wraz ze spółką akcjonariuszy, wybudowała cukrownię „Elżbietów” (1845) w Przeździatce. W 1890 fabryka zatrudniała już 600 robotników.
W rejonie sokołowskim działało wielu sławnych przywódców powstania styczniowego, między innymi słynny ksiądz Stanisław Brzóska. Został on aresztowany wraz z adiutantem, Franciszkiem Wilczyńskim we wsi Sypytki i skazany przez władze carskie na śmierć przez powieszenie. Wyrok wykonano na rynku w Sokołowie 23 maja 1865. W 1925 roku na miejscu stracenia wzniesiono granitowy pomnik.
W roku 1867 Sokołów przeszedł na własność państwa i został miastem powiatowym, a w roku 1887, po wybudowaniu linii kolejowej, stał się ważnym węzłem komunikacyjnym. W latach 1845–1890 podwoiła się liczba mieszkańców. Stało się to dzięki napływowi imigrantów, głównie Żydów, którzy, będąc w większości rzemieślnikami i kupcami, wnieśli poważny wkład w dalszy rozwój miasta. W tym okresie w Sokołowie, oprócz cukrowni, była też fabryka octu i świec, sześć wiatraków, pięć garbarni, dwie olejarnie i cegielnia. Swoje warsztaty miało tu 200 kuśnierzy, 500 szewców i około 200 innych rzemieślników. W 1878 w Sokołowie prowadził swoje obserwatorium astronomiczne Jan Walery Jędrzejewicz.
W 1920 roku, podczas trwania wojny polsko - bolszewickiej, w mieście powstał złożony z żydowskich komunistów tzw. Legion Żydowski.
W czasie II wojny światowej Sokołów poniósł ciężkie straty. W wyniku działań wojennych drastycznie zmalała liczba ludności. W sierpniu 1941 roku powstało w mieście getto, które istniało do końca września 1942 roku. Znaczną liczbę ludności żydowskiej, która przed wojną stanowiła 60% ludności Sokołowa (6000 z 10000 mieszkańców), wymordowano w getcie, pozostałych wywieziono do obozu zagłady w Treblince. Działania wojenne zniszczyły 30% budynków mieszkalnych i 70% gmachów urzędowych.
30 września 2007 roku, na skwerze Najświętszej Marii Panny, przy sokołowskiej konkatedrze, odsłonięto pomnik, upamiętniający żołnierzy Armii Krajowej i struktur poakowskich Obwodu Sokołów Podlaski, 6 Brygady Wileńskiej AK kpt., Młota” oraz cywilnych mieszkańców powiatu sokołowskiego, poległych w walce z komunistycznym zniewoleniem w latach 1944–1953.
Koniec niemieckiej okupacji miasta nastąpił 8 sierpnia 1944 roku. W latach 1946–1951 odbudowano zakłady – cukrownię im. Franciszka Malinowskiego, mleczarnię, fabrykę mączki kostnej, powstała filia Wytwórni Sprzętu Komunikacyjnego, kombinat mięsny i spółdzielnia pracy kuśnierskiej. W latach 1975–1998 miasto administracyjnie należało do województwa siedleckiego. Od reformy administracyjnej z 1999 roku Sokołów Podlaski jest ponownie siedzibą powiatu sokołowskiego, w skład którego wchodzi dziewięć gmin (Sokołów Podlaski, Sterdyń, Repki, Bielany, Jabłonna Lacka, Sabnie, Ceranów, Kosów Lacki) i dwa miasta (Sokołów Podlaski i Kosów Lacki).

## Zabytki

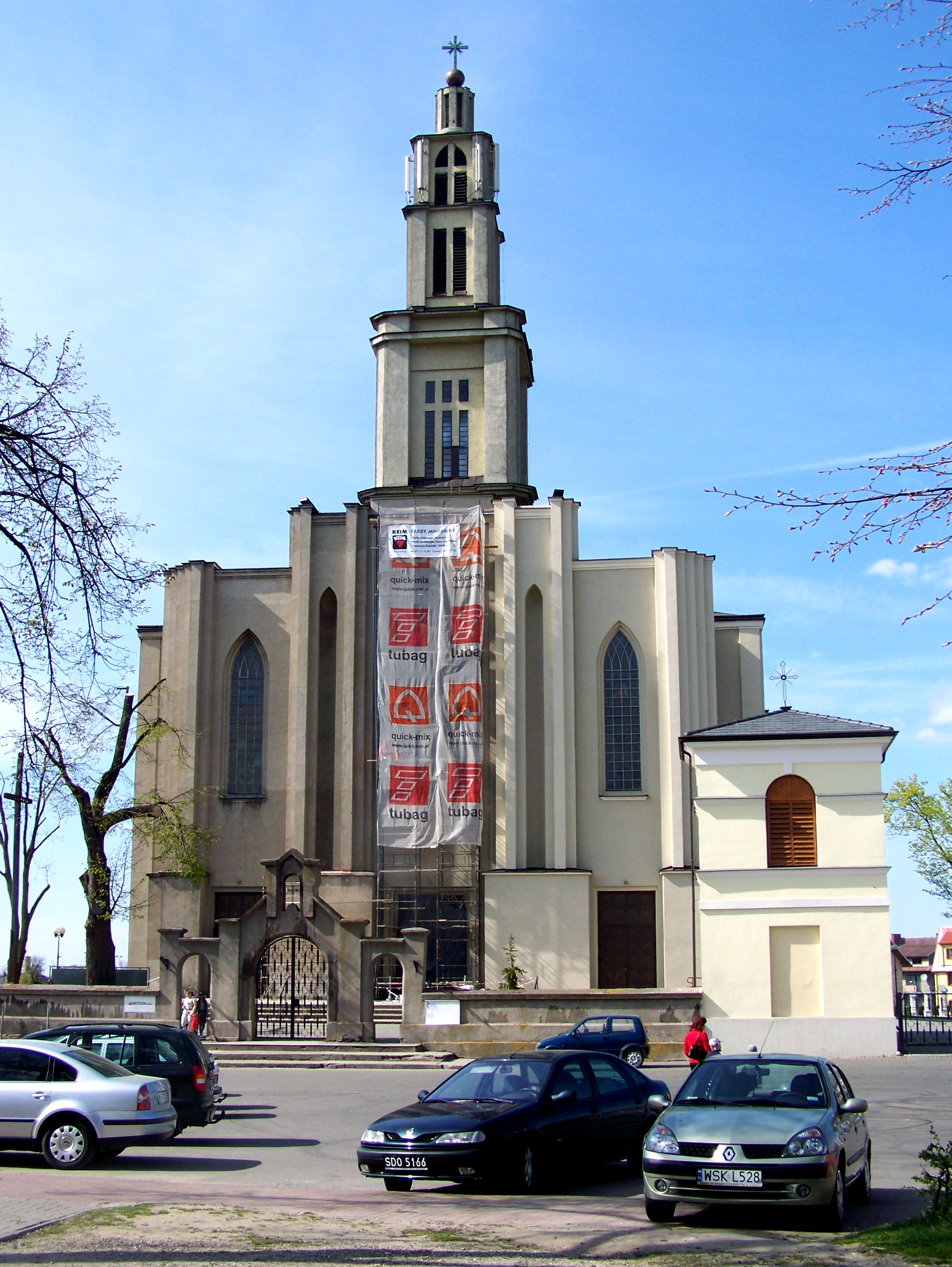
Konkatedra pw. Niepokalanego Serca Najświętszej Marii Panny

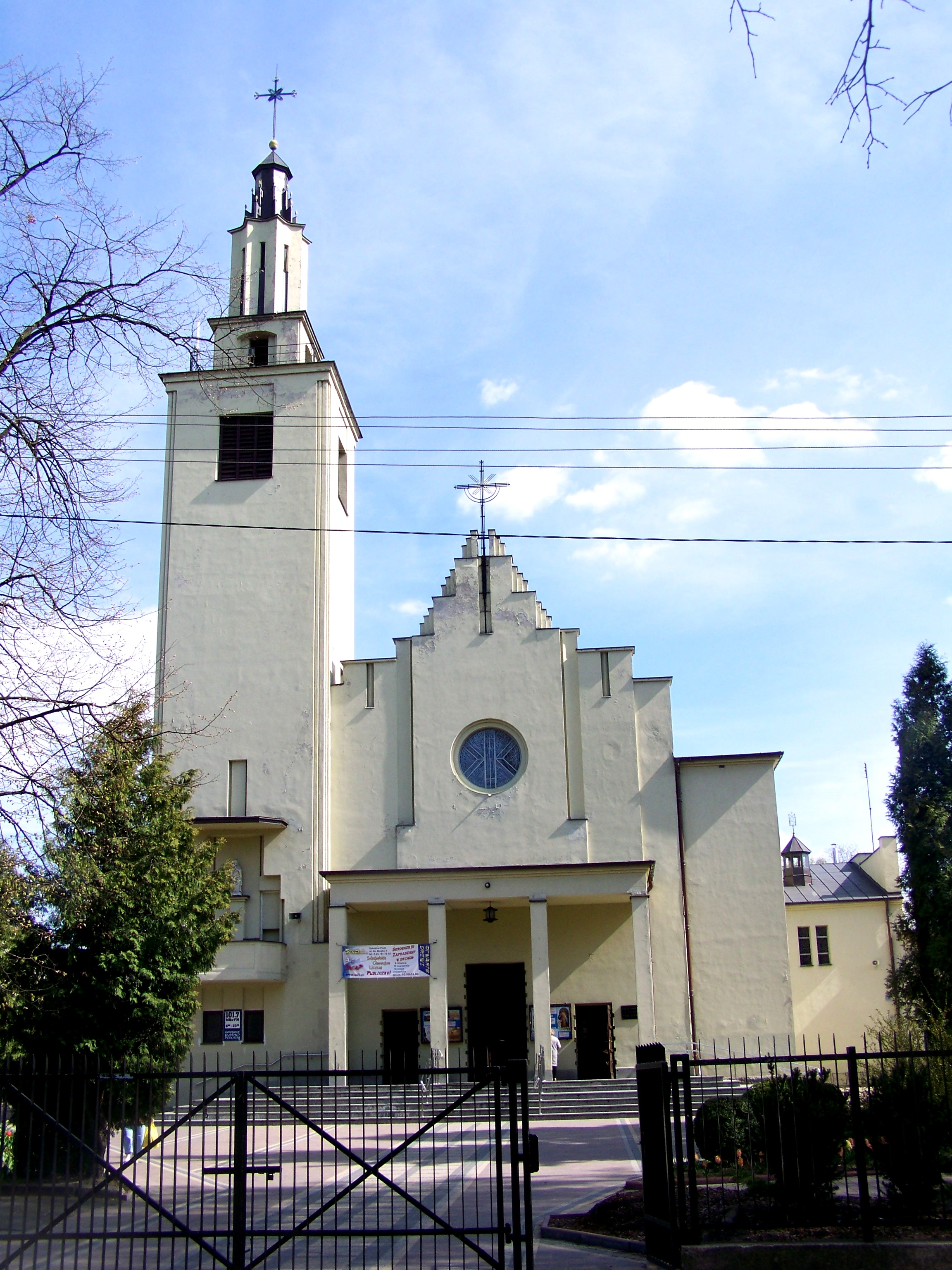
Kościół salezjański pw. św. Jana Bosco

- kapliczka drewniana z figurą św. Jana Nepomucena z 1802 roku, ul. Siedlecka
- pałac murowany z 1857 roku, proj. Henryk Marconi
- dawna synagoga z 2 połowy XIX w., przebudowana po 1945 roku
- pomnik księdza generała Stanisława Brzóski z 1925 roku ustawiony w miejscu egzekucji ostatnich powstańców styczniowych
- kościół Salezjanów św. Jana Bosco z lat 1935–1939 w stylu modernistycznym, proj. Bruno Zborowski
- kościół pw. Niepokalanego Serca Najświętszej Marii Panny (konkatedra) z 1948–1953 wybudowany w stylu neogotyckim wg projektu Aleksandra Boniego. We wnętrzu kropielnica z XVI wieku. Kościół powstał w miejscu zniszczonego w 1944 roku kościoła pw. św. Michała z 1806 r.
- klasycystyczna dzwonnica z XIX w.
- Synagoga w Sokołowie Podlaskim, ul. Długa 29
- Synagoga w Sokołowie Podlaskim (ul. Magistracka 4)
- Stary cmentarz żydowski w Sokołowie Podlaskim
- Nowy cmentarz żydowski w Sokołowie Podlaskim
- Cerkiew Opieki Matki Bożej w Sokołowie Podlaskim
- drewniany dom z połowy XIX w., ul. Długa 55
- drewniany dom z początku XIX w., ul. Repkowska 30
- cmentarz rzymskokatolicki z 1 połowy XIX w., ul. Chopina

## Kościoły
- Konkatedra pw. Niepokalanego Serca Najświętszej Marii Panny
- Kościół pw. św. Jana Bosko
- Sanktuarium pw. Miłosierdzia Bożego
- Kościół pw. św. Siostry Faustyny

## Gospodarka

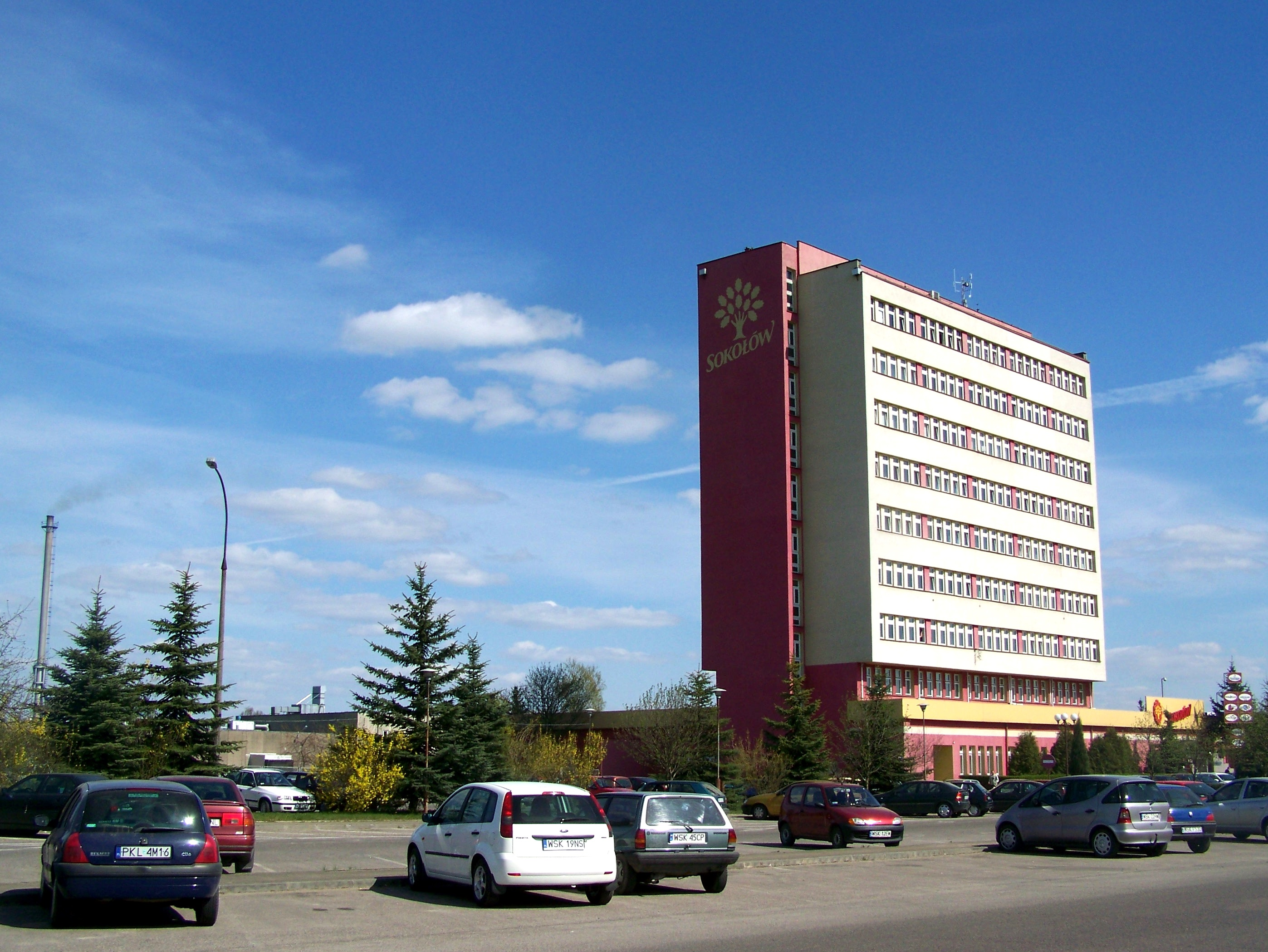
Sokołów S.A. Oddział Sokołowskie Zakłady Mięsne

- Zakłady przemysłu mięsnego, które powstały tu w latach 70. Obecnie, po prywatyzacji, Zakłady Mięsne „Sokołów” SA stały się jednym z największych przedsiębiorstw tego typu w Europie.
- Przedsiębiorstwo STALFA powstało w 1995 roku, produkuje konstrukcje stalowe.
- Okręgowa Spółdzielnia Mleczarska w Sokołowie Podlaskim rozpoczęła działalność w roku 1945, jest producentem przetworów mlecznych.
- Na terenie miasta znajdują się placówki sklepów sieci: Topaz, Biedronka, Gama, Netto.
- Przedsiębiorstwo Usług Inżynieryjno-Komunalnych PUiK – zajmujący się m.in. dostarczeniem wody pitnej, prowadzeniem wysypiska śmieci, produkcją energii cieplnej.
- Zakłady Maszyn Elektrycznych „Wamel” Sp. z o.o. – producent silników elektrycznych małej mocy.

## Transport

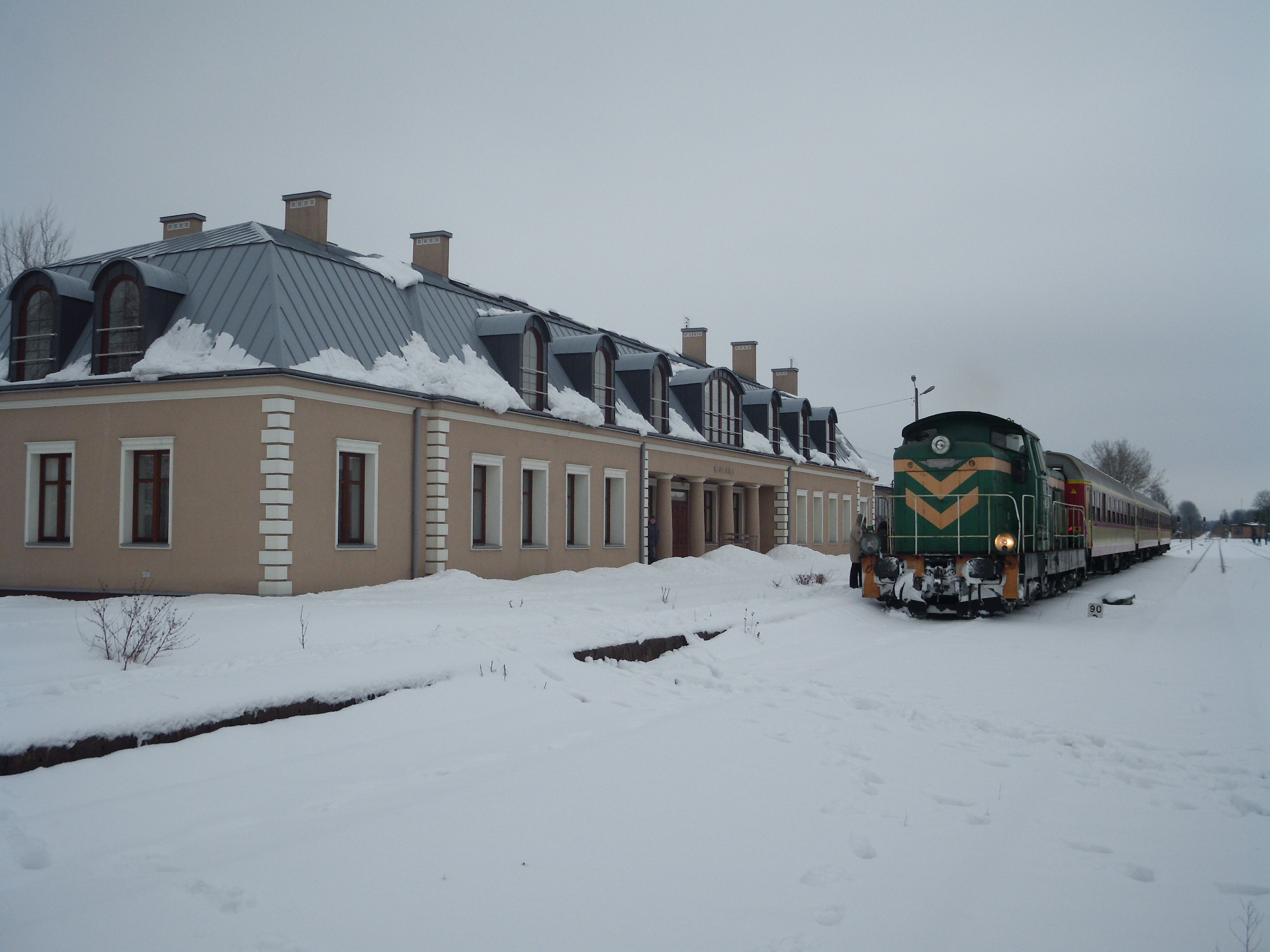
Stacja kolejowa Sokołów Podlaski – lokomotywa SM42 ze składem turystycznym z Siedlec (2013 r.)

W mieście krzyżują się drogi krajowe i wojewódzkie:
- 62 Siemiatycze-Drohiczyn-Sokołów Podlaski-Węgrów-Włocławek-Strzelno
- 63 Węgorzewo-Orzysz-Kolno-Łomża-Sokołów Podlaski-Siedlce-Sławatycze
- 627 Sokołów Podlaski-Ostrów Mazowiecka-Ostrołęka

### Publiczny transport zbiorowy
- Przedsiębiorstwo PKS „Sokołów” SA
- Linia kolejowa PKP czynna dla ruchu towarowego
- Przewozy Pasażerskie „Stanmar”, „Gemini”

## Edukacja

### Przedszkola
- Miejskie Przedszkole nr 2
- Miejskie Przedszkole nr 3
- Miejskie Przedszkole nr 4
- Miejskie Przedszkole nr 5 „Kubusia Puchatka”
- Niepubliczne Przedszkole Sióstr Salezjanek
- Niepubliczne Przedszkole „Chatka Puchatka”

### Szkoły podstawowe
- Publiczna Szkoła Podstawowa nr 1 z Oddziałami Dwujęzycznymi im. Janusza Kusocińskiego
- Publiczna Szkoła Podstawowa nr 2
- Publiczna Szkoła Podstawowa nr 3 im. Mikołaja Kopernika
- Publiczna Szkoła Podstawowa nr 4 im. ks. gen. Stanisława Brzóski
- Publiczna Szkoła Podstawowa nr 6 im Pawła Kamińskiego
- Salezjańska Szkoła Podstawowa

### Szkoły średnie
- Zespół Szkół nr 1 im. Krzysztofa Kamila Baczyńskiego[12]
- Zespół Szkół nr 2 im. Władysława Stanisława Reymonta[13]
- Liceum Ogólnokształcące im. Marii Skłodowskiej-Curie[14]
- Salezjańskie Liceum Ogólnokształcące im. Henryka Sienkiewicza[15]

### Inne szkoły
- Zespół Szkół Salezjańskich Lux Sapientiae
- Zespół Szkół Specjalnych im. Jana Pawła II
- Policealna Szkoła Medyczna
- Policealne Studium Zawodowe: Finanse i Rachunkowość
- Policealne Studium Zawodowe TWP: Technik Ekonomista
- Szkoła Muzyczna I stopnia im Michała Kleofasa Ogińskiego[16]

### Szkoły językowe
- Szkoła Języków Obcych – SJA[17]
- Językowe Centrum Edukacji[18]

## Kultura
- SOK – Sokołowski Ośrodek Kultury

Kino „Sokół” (Sala widowiskowa),

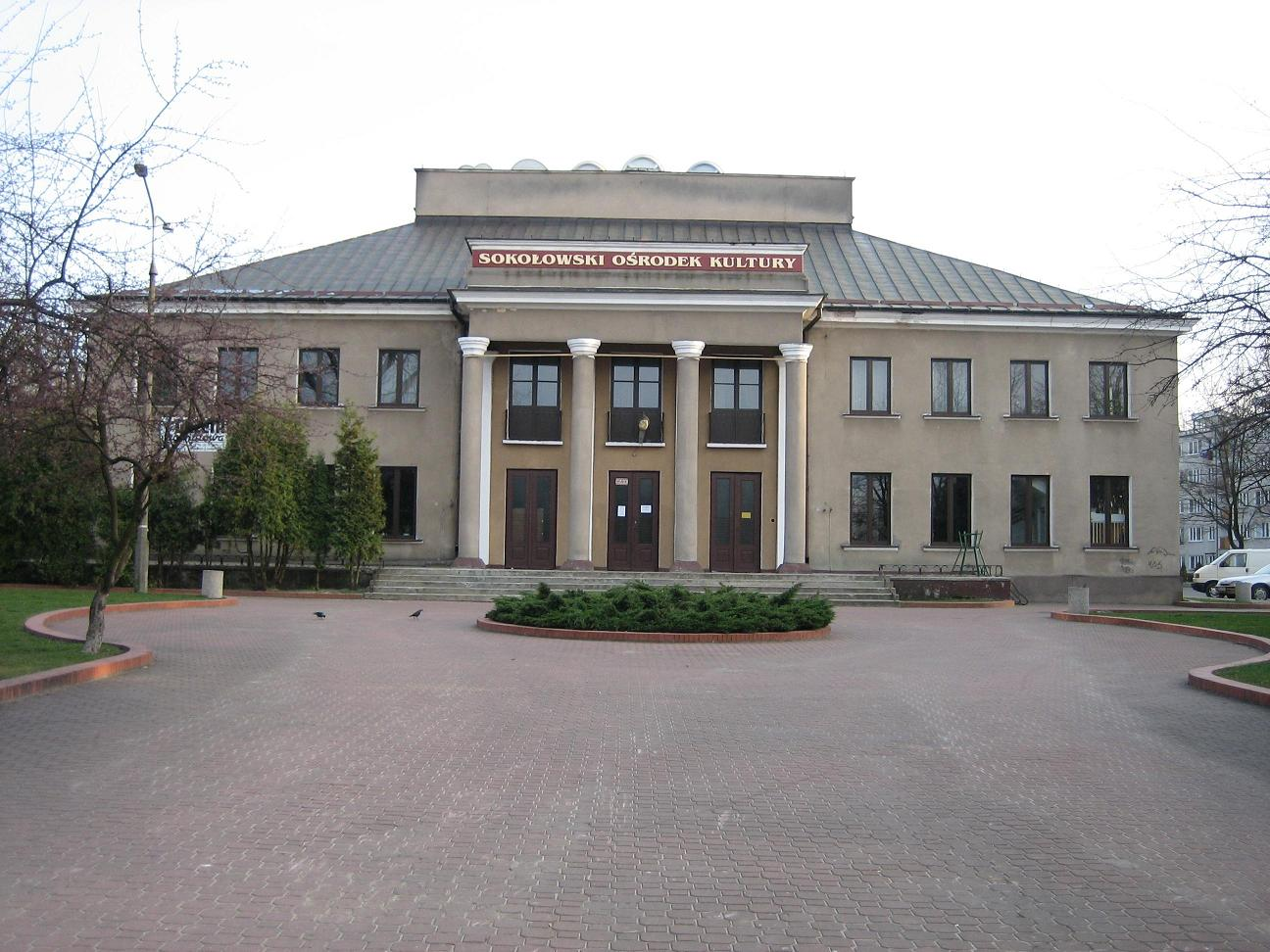
Sokołowski Ośrodek Kultury w Sokołowie Podlaskim

Formacja Tańca Towarzyskiego „FTT Contra”, Studio Tańca Nowoczesnego „Black Code Dance Studio”, Koło Teatralne „Dowolnym Sposobem”,
Capoeira,
Zespół Pieśni i Tańca „Sokołowianie”,
Klub literacki „Erato”,
Koła plastyczne oraz muzyczne i teatralne.
- Stowarzyszenie Oratorium im. bł. Filipa Rynaldiego
- Sokołowski Uniwersytet Trzeciego Wieku
- Sokołowskie Towarzystwo Społeczno-Kulturalne
- Prywatny Skansen Mariana Pietrzaka
- Zespół bluesowo/jazzowy Radek Blues Band

## Osiedla blokowe
- Os. Syndykat
- Os. Zory – starsza i nowsza część
- Os. Miłosna/Spółdzielcza
- Os. Gałczyńskiego/Wyspiańskiego
- Os. Marii Skłodowskiej-Curie
- Os. Eskulap
- Os. przy ul. Wiejskiej
- Os. Cukrownia/Oleksiaka-Wichury
- Bloki os. przy ul. Wolności
- Bloki os. przy ul. Chopina

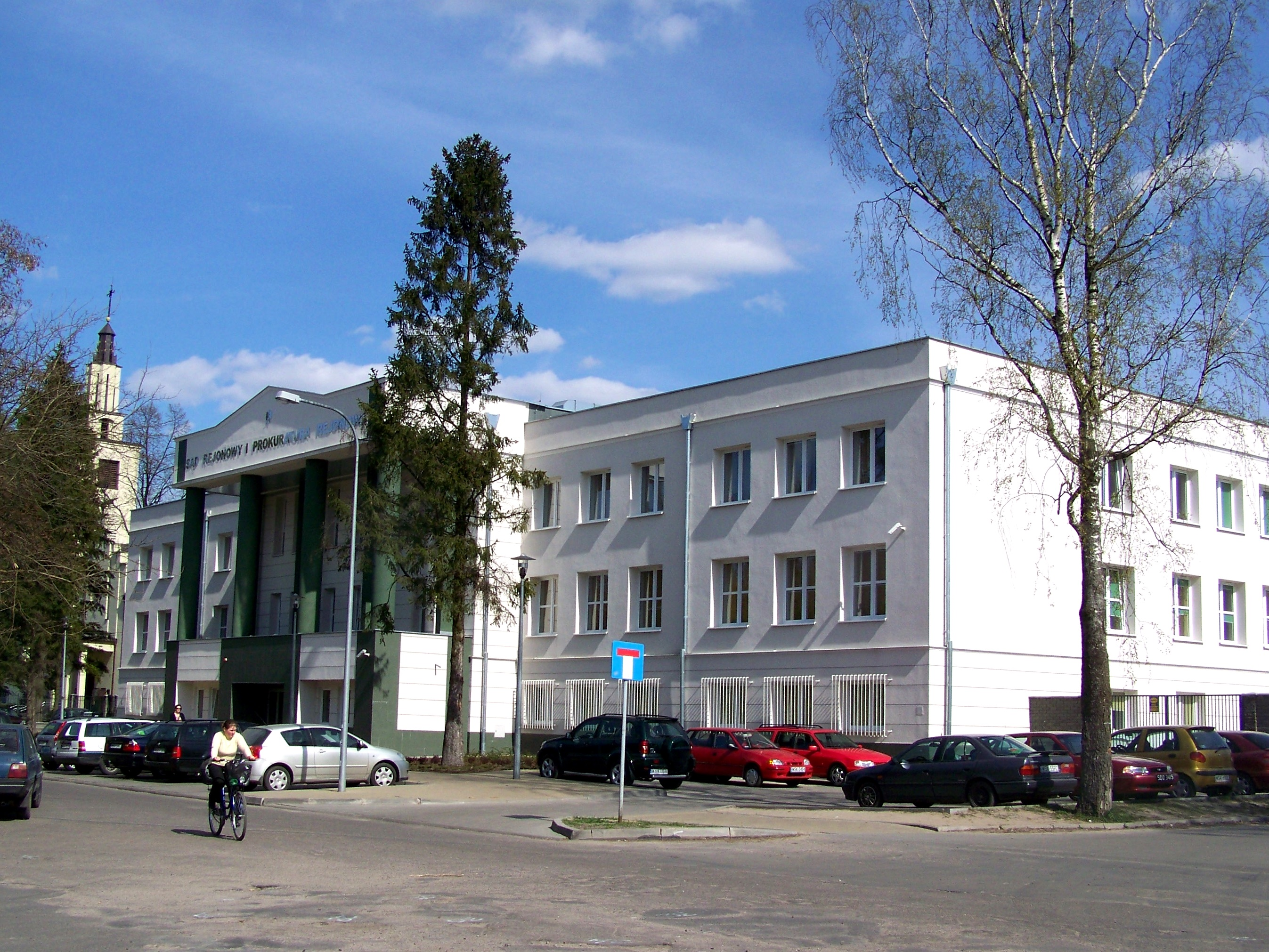
Sąd Rejonowy i Prokuratura Rejonowa w Sokołowie Podlaskim

- Bloki os. przy ulicach Piłsudskiego/Bosco
- Bloki os. przy ulicach Bartoszowa i Wilczyńskiego
- Bloki z ul. Targowej

## Media lokalne
Prasa:
- Gazeta Podlasia[19]
- Wieści Sokołowskie[20]

Portale internetowe:
- życiesokołowa.pl[21]

Telewizja kablowa:
- TV Vectra
- Telefony Podlaskie

W Sokołowie Podlaskim znajdują się ostatnie w Polsce publiczne automaty telefoniczne. Należą one do lokalnej telefonii Telefony Podlaskie.

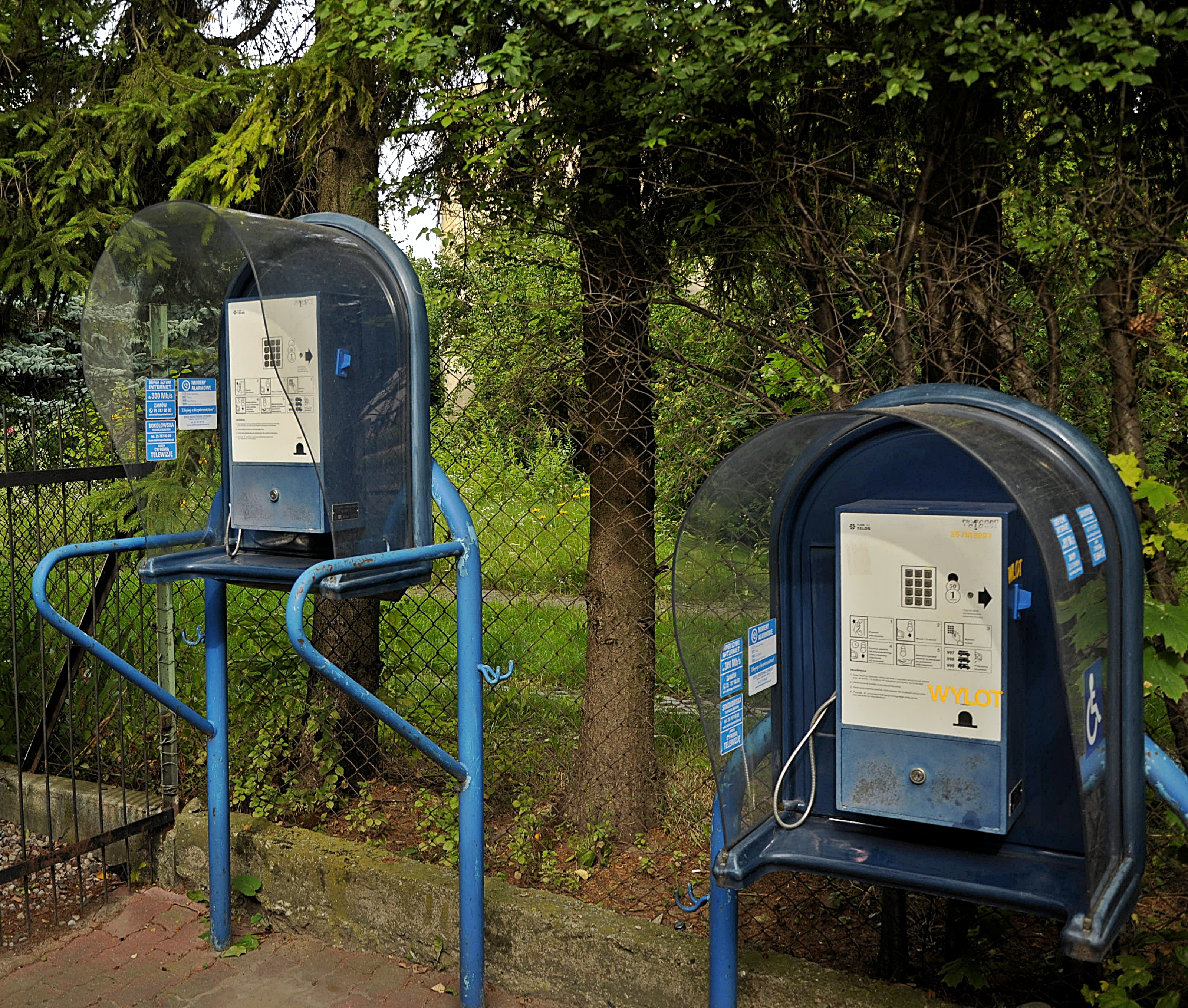
Automaty telefoniczne typu AWS-7 w Sokołowie Podlaskim (ul. Wolności 44)

## Wspólnoty wyznaniowe
- Kościół rzymskokatolicki:

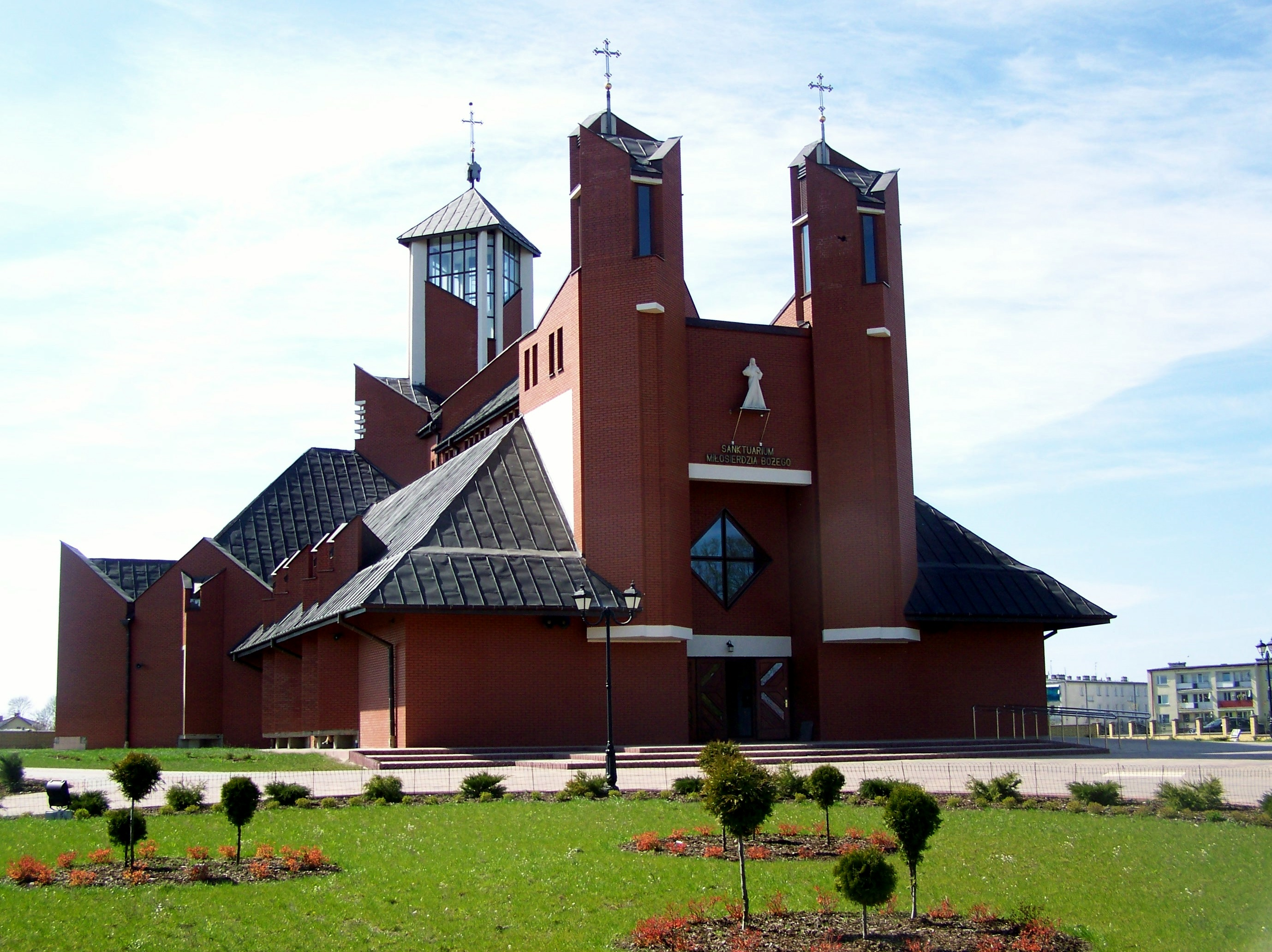
Sanktuarium Miłosierdzia Bożego

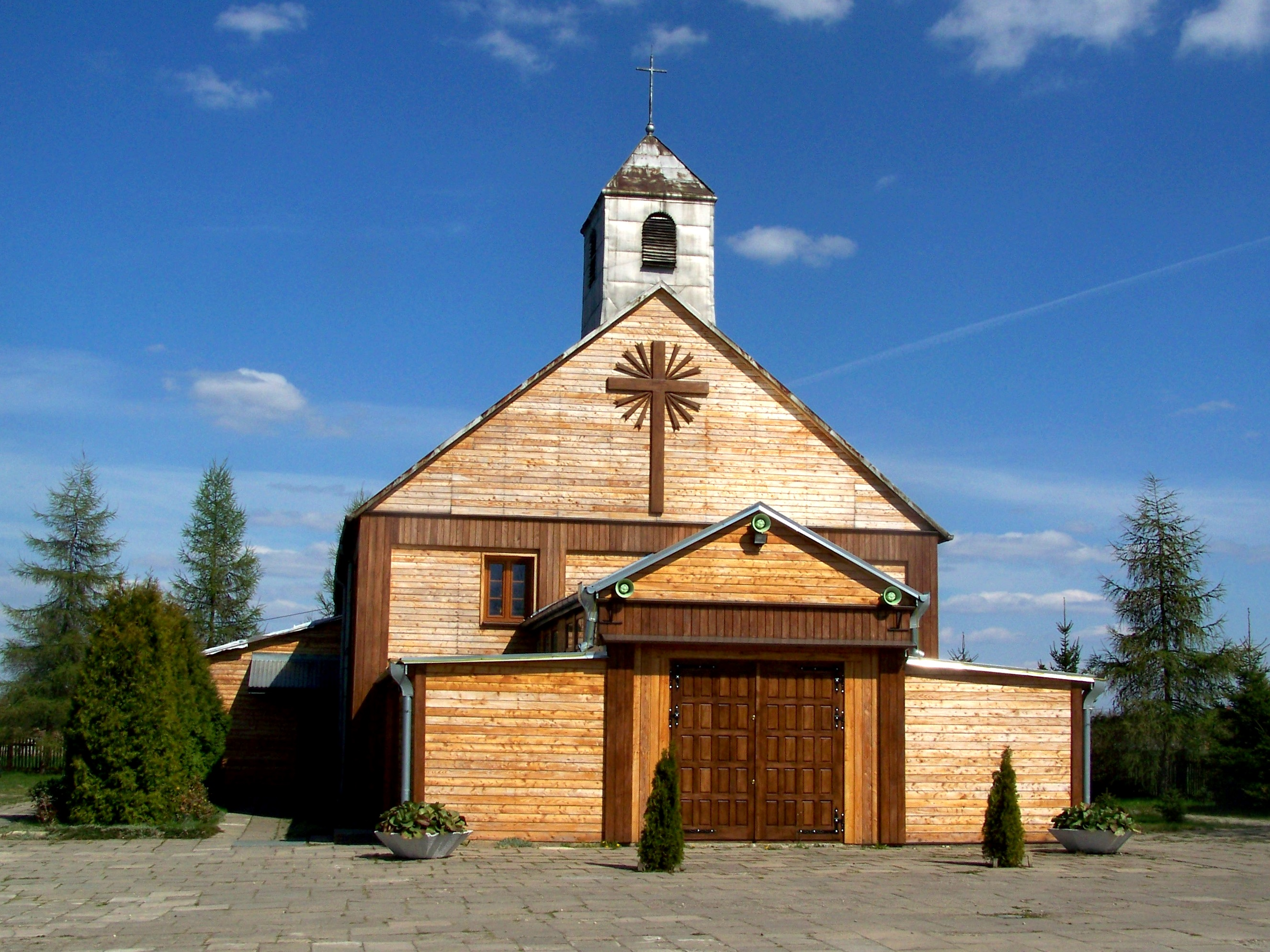
Kościół pw. św. Siostry Faustyny

  - Parafia św. Jana Bosko w Sokołowie Podlaskim
  - Parafia Miłosierdzia Bożego w Sokołowie Podlaskim
  - Parafia Niepokalanego Serca Najświętszej Maryi Panny w Sokołowie Podlaskim
- Świadkowie Jehowy:
  - zbór Sokołów Podlaski (Sala Królestwa)[23]

## Sport i rekreacja
- OSiR – Ośrodek Sportu i Rekreacji
  - Miejska kryta pływalnia przy ul. Bulwar,
  - KS Neptun,
  - Sekcja kolarska „Grzybek” Sokołów Podlaski,
  - Miejski Klub Koszykarski MKK „OSiR” Sokołów Podlaski,
  - Klub Piłkarski „Akademia Piłkarska”,
  - Miejski Ludowy Klub Podnoszenia Ciężarów w Sokołowie Podlaskim.

- SL Salos – Stowarzyszenie Lokalne Salezjańskiej Organizacji Sportowej
  - Tenis stołowy
  - Piłka nożna
  - Piłka siatkowa
  - Rekreacja

- Klub piłkarski MKS „Podlasie” Sokołów Podlaski
- Podlaskie Towarzystwo Szachowe
- Klub Kyokushin Karate
- Klub Strzelectwa Sportowego „Sokół”
- Klub Tenisa Ziemnego – KKS „Bonus”
- Klub MMA FIGHT CLUB
- Klub Krav Maga & Kapap
- amatorski zespół piłkarski Bracia Górscy Sokołów Podlaski (BG Sokołów Podlaski)[24], powstał 8 marca 2015 roku jako kontynuator tradycji drużyn FC Gałki, Rudniki oraz Orły Orzeły. Barwami klubowymi jest biel i czerń – zestaw domowy na trykotach. Drugi komplet, to jednolite bordowe stroje.

## Wyróżnienia
- Stolica Kulturalna Mazowsza 2004

## Współpraca międzynarodowa
Miasta i gminy partnerskie:
- Czerwionka-Leszczyny[25]
- Dubno[26]
- Jēkabpils[27]
- Szumsk (miasto)[28]

W 2022 roku miasto Sokołów Podlaski zerwało współpracę z rosyjskim miastem Kotielniki. Miało to związek z rosyjską inwazją na Ukrainę.